# Nationalparken Cerro Saslaya
Cerro Saslaya är Nicaraguas äldsta nationalpark, inrättad 1971 i landets norra del. Den bergiga nationalparken består huvudsakligen tropisk skog. Sedan 1997 är nationalparken tillsammans med sex närliggande naturreservat en del av Biosfärområdet Bosawás.

## Geografi
Nationalparken ligger på gränsen och delas av kommunen San José de Bocay i departementet Jinotega och kommunen Siuna i Región Autónoma de la Costa Caribe Norte.
Parken är namngiven efter dess näst högsta berg, det 1,650 m höga Cerro Saslaya. Nationalparkens högsta berg är Cerro El Toro, som är 1,669 m högt. Dessa berg utgör gränsen mellan kommunerna San José de Bocay och Siuna.
Nationalparken genomkorsas av tre namnvärda floder. Río Amaka utgör nationalparkens norra gräns mot naturreservatet Bosawás. Río Waní flyter igenom parkens centrala delar, medan Río Labú rinner söderut i parkens södra delar.

## Flora och fauna
Naturreservatet har en rik flora och fauna.